# Wescogame-Formation
Die Wescogame-Formation ist die dritte Formation der Supai Group, die während des Oberkarbons im Südwesten der Vereinigten Staaten auf dem Colorado-Plateau abgelagert worden war.

## Etymologie
Die Wescogame-Formation ist nach dem Wescogame Point an der Long Mesa westlich des Havasu Creeks benannt. Das Wort Wescogame ist ein Eigenname der Havasupai.

## Vorkommen

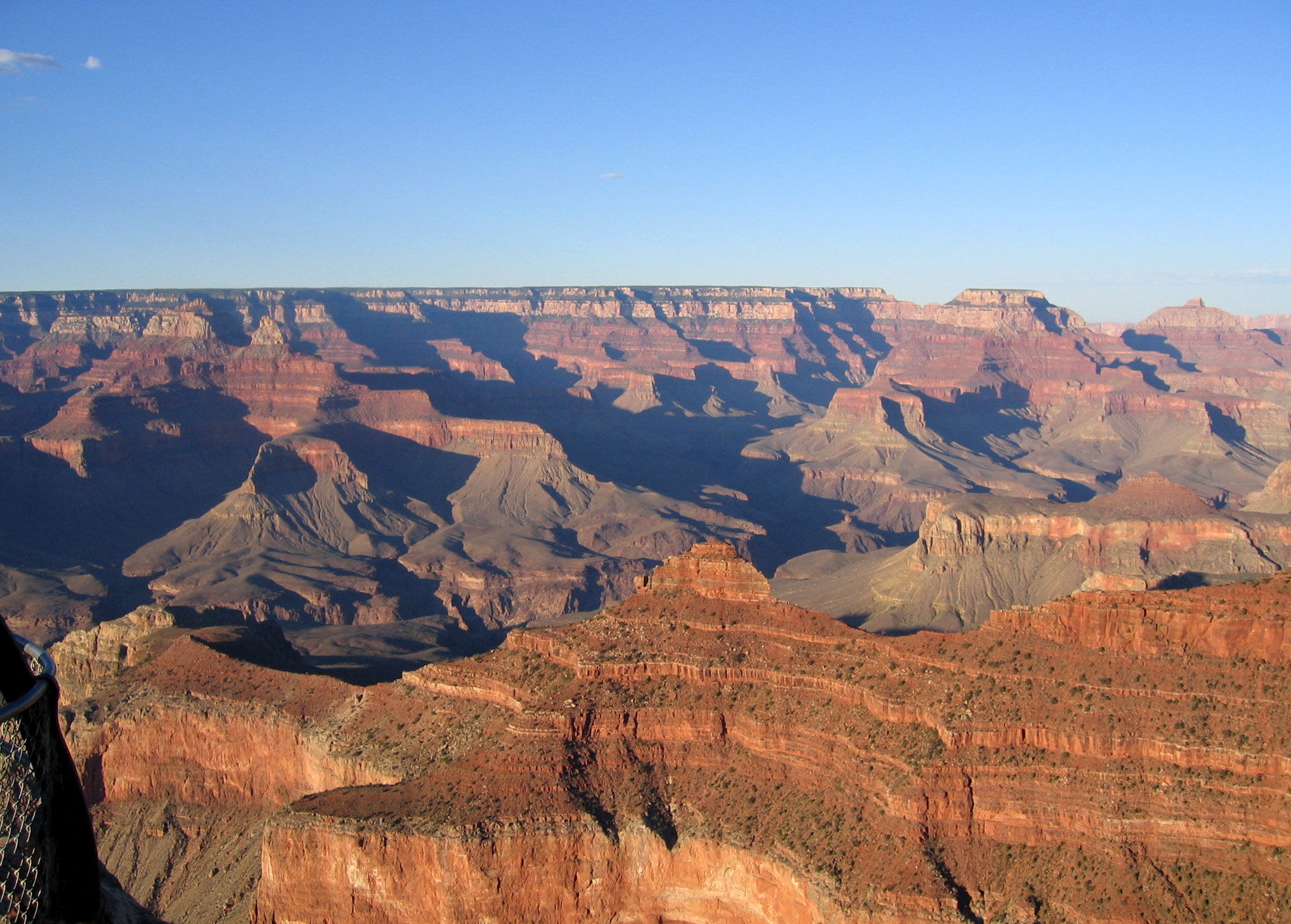
Blick vom Yavapai Point nach Nordosten auf den O’Neill Butte. Der Gipfel des O’Neill Buttes besteht aus Esplanade Sandstone und wird von der Wescogame-Formation unterlagert. Darunter die beiden ersten Formationen der Supai Group und die Steilwand des Redwall Limestones.

Neben den Vorkommen im Grand Canyon Arizonas erscheint die Wescogame-Formation weiter südwärts am Mogollon Rim im Verde Valley, ebenfalls in Arizona. Sie wird generell zur Plateau Sedimentary Province, der Sedimentprovinz des Colorado-Plateaus gerechnet.

## Stratigraphie
Die Wescogame-Formation überlagert erosionsdiskordant die Manakacha-Formation, die zweite Formation der Supai Group. Sie wird ihrerseits ebenfalls erosionsdiskordant vom Esplanade Sandstone oder dem Pakoon Limestone abgedeckt.
Seitliche Äquivalente der Wescogame-Formation sind die Hermosa Group im Nordosten Arizonas, die Earp-Formation im Südosten Arizonas und der Callville Limestone in Nevada.
Das Typusprofil der Formation liegt am Navajo Trail im Schoolhouse Canyon unmittelbar östlich von Supai. Die Mächtigkeit beträgt hier knapp 61 Meter. Entlang des Navajo Trails befinden sich auch die Typusprofile der Manakacha-Formation und des Esplanade Sandstones.
Die Mächtigkeit der Formation schwankt zwischen 30 und maximal 69 Meter, wobei die Zunahme in Richtung Osten erfolgt.

## Lithologie
Die Wescogame-Formation (IPswe) ist eine vermischte Gesteinseinheit und dürfte die komplexeste Schichtenfolge der Supai-Formationen aufweisen, da ihre Schichtglieder sehr schnell ihren Charakter wechseln. Sie ähnelt der unterlagernden Manakacha-Formation und wird lithologisch vorrangig von massiven schräggeschichteten Sandsteinen, Siltsteinen und Tonsteinen aufgebaut. Im Westen treten auch einige Kalklagen auf. Die Sandsteine konzentrieren sich im Zentralbereich und sind violettgrau bis leicht rotorange gefärbt, sehr fein- bis feinkörnig (Korngröße 0,06 bis 0,25 Millimeter), kalkhaltig und flach geschichtet. Grobe und sehr grobe Korngrößen finden sich nur im Westen und Osten, aber nicht im Zentralabschnitt. Deswegen wird angenommen, dass der Sand aus Nordwesten und Nordosten angeliefert wurde. Die Tonsteine erlangen im Ostabschnitt an Bedeutung. Sie zeigen hellbraune Färbung, sind kalkfrei, dünnlagig und enthalten Fossilienreste.
Die Wescogame-Formation besitzt keine Member, lässt sich aber in einen unteren Steilwandbereich und in eine obere Hanglage gliedern. Die untere Steilwand besteht aus hellroten bis grauen Sand- und Kalksandsteinen und wird zwischen 23 und 46 Meter mächtig. Der Kalkgehalt nimmt generell von Ost nach West zu, von unter 50 Prozent bis weit über 50 Prozent – bis schließlich hin zu sandigen Kalken. Die mittel- bis großmaßstabige Schrägschichtung (ihre Sets erreichen zwischen 6 und 12 Meter an Mächtigkeit) gehört dem tafelförmigen-planaren und dem keilförmig-planaren Typus an und manifestiert recht steiles Einfallen (20 Grad und darüber, bis maximal 28 Grad). Trogförmige Schrägschichtung und girlandenartige Schrägschichtung (Englisch festoon cross-bedding) kommen ebenfalls vor, sind  aber wesentlich seltener. Die Einfallsrichtung zeigt im Durchschnitt nach Süden, kann aber von N 065 bis nach N 305 streuen. Im Westen liegt die Einfallsrichtung jedoch bei Südost (N 138).
Im oberen Abschnitt der Steilwand schalten sich noch dunkelrote, dünnbankige Siltsteine ein. Die obere Hanglage wird hauptsächlich aus dunkelroten, feinkörnigen Silt- und Tonsteinen aufgebaut, welche mit hellroten, grobkörnigen kalk- und dolomithaltigen Sandsteinen, Siltsteinen, Tonsteinen und auch Konglomeraten wechsellagern. 

### Fazies
Die Wescogame-Formation setzt sich aus insgesamt sechs unterschiedlichen Fazies zusammen. Neben dem Basiskonglomerat und einem nur im Hangenden des Zentralbereichs auftretenden Peloidkalk erscheinen zwei siliziklastische Fazies und zwei karbonatische Fazies. Volumenmäßig am bedeutendsten ist eindeutig die schräggeschichtete Sandsteinfazies (Fazies B) gefolgt von einer roten Tonsteinfazies (Fazies A). Die bioklastische Kalksteinfazies erlangt ausschließlich im Westabschnitt an Bedeutung (Fazies E). Sie wird nur hier von der dünnbankigen Dolomitfazies (Fazies H) unterlagert.
Fazies B besteht aus einem sehr feinkörnigen bis feinkörnigen, subangularen Quarzsand, der gut sortiert ist. Akzessorisch gesellen sich abgerundete Chertkörner hinzu. Im Westen wird der Sand bimodal und manifestiert große, abgerundete jedoch relativ untergeordnete Quarzkörner mittlerer bis grober Korngröße. Der Kalkgehalt innerhalb Fazies B stammt sowohl aus Calcitzement als auch aus allochthonen, meist bioklastischen aber auch peloiden Calzitkörnern. Platten von Pelmatozoen sind zahlreich und weit verbreitet. Viele Quarzkörner werden von sekundärem Quarz überwachsen, welcher der Karbonatzementierung vorausging.
Fazies A konzentriert sich vor allem im Osten. Ihre Rotfärbung beruht auf der eisenreichen Matrix eines Quarzsiltsteins. Die Quarzkörner sind eckig, ihre Sortierung ist mittelmäßig bis gut. Zusammen mit dieser Tonsteinfazies treten auch aphanitische und meist ungeschichtete Kalke (karbonathaltige Tonsteine) auf. Seltenere laminierte Mikrite besitzen Kalkspatfenster und belteroporisches Gefüge.
Fazies E tritt gehäuft im Nordwesten auf. Ihre schräggeschichteten bioklastischen Kalke sind sandig bis sehr sandhaltig, wobei der enthaltene Sand stark der Fazies B ähnelt. Charakteristisch für diese hochenergetische Fazies ist ein korngestütztes Gefüge und auch bimodale Korngrößenverteilung kann örtlich häufig konstatiert werden. Die meisten Körner sind skeletthafte Fragmente, teilweise stellen sich auch massenhaft Peloide ein. Körner mit Anwachsstrukturen finden sich in oolithischen Grainstones und in oolithischen Packstones. In Dünnschliffen lassen sich auf zahllosen Kornbruchstücken auch aufgewachsene Foraminiferengehäuse beobachten.
Fazies H ist immer mit Fazies E assoziiert und erscheint nur im westlichsten Abschnitt des Grand Canyons. Die Entstehung ihres dünnbankigen Dolomits ist noch nicht geklärt.

### Tonminerale
Als Tonminerale finden sich in der Wescogame-Formation Kaolinit, Illit, Chlorit, Corrensit, Mischlagen-Tonminerale (Englisch mixed-layer clay minerals oder abgekürzt ML) sowie Mischlagen-Tonminerale mit statistischer Verteilung (Englisch random mixed-layer clay minerals oder abgekürzt RML). Hierunter sind die RML mit 60 Prozent am Bedeutendsten, es folgen Kaolinit mit 15 Prozent, Illit mit 10 Prozent, Chlorit mit 6 Prozent, ML mit 4 Prozent und Corrensit mit 3 Prozent. Auffallend das Fehlen von Smektit. Das Tonmineralspektrum ist insofern von großer Wichtigkeit, da es Aussagen über das Ablagerungsmilieu der Sedimente erlaubt (siehe unten).

### Sedimentstrukturen

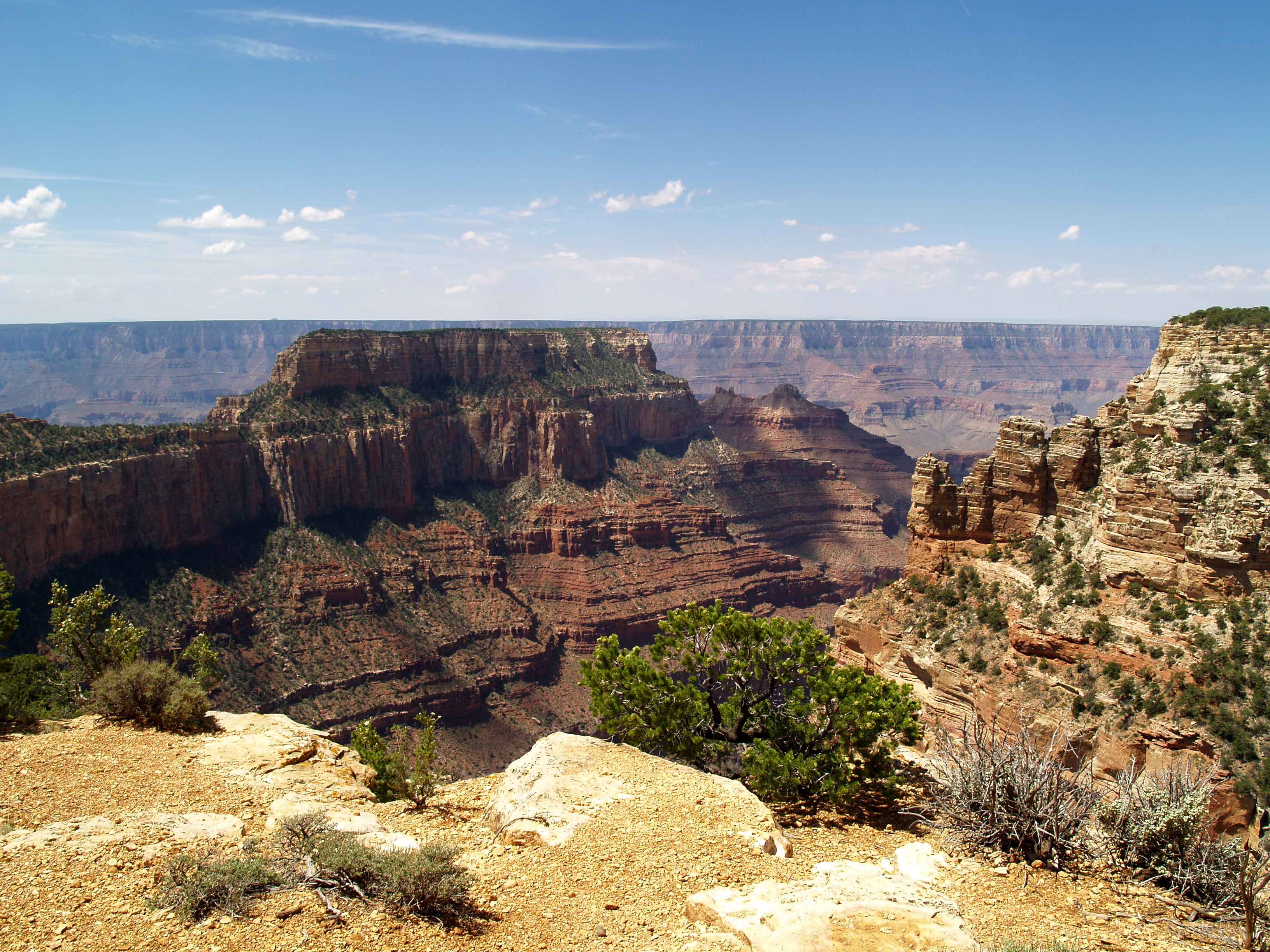
Blick auf den Wotans Throne von Cape Royal am North Rim. Die Basis des sichtbaren Schichtstapels ist die rotgefärbte Wescogame-Formation.

Sedimentstrukturen in der Wescogame-Formation sind neben komplexen Rippeln auf Schrägschichtungskörpern, ansteigende Rippeln (Englisch climbing ripples) in Sandsteinen der oberen Steilwand, gelegentliche Trockenrisse und einige Vertebratenspuren. Bei den Rippeln sind mehrere Formen zu beobachten, so beispielsweise Zungenrippeln (Englisch linguoid ripples), sichelförmige Rippeln (Englisch lunate ripples), sowie parallel angeordnete Rippelkämme mit geradem Kammverlauf, aber auch mit sinusförmigen Kammverlauf. Die Trockenrisse finden sich in Tonsteinen und vor allem in der oberen Hanglage. Die Polygone erreichen etwa 25 Zentimeter im Durchmesser und die einzelnen Risse werden bis zu 2,5 Zentimeter breit. Auch Regentropfenmarken und Rillenmarken werden an der Basis der oberen Hanglage von Schuchert (1918) berichtet. Trockenrisse und Regentropfenmarken sind bedeutungsvoll, da sie gelegentliches Trockenfallen des Sediments anzeigen.
Synsedimentäre Verformungen treten ebenfalls in der Wescogame-Formation auf. So können engständige Falten auf Sandsteinforesets am Apache Trail hinunter nach Supai beobachtet werden. Vorhanden sind auch steilstende Falten (Englisch high-angle folds), asymmetrische Antiklinale, konvolute Strukturen sowie total verdrehte und tordierte Strukturen, die wahrscheinlich unter Quicksandbedingungen bei differentieller Belastung entstanden.

### Kontaktverhältnisse
Der diskordante Liegendkontakt zur Manakacha-Formation wird im Westabschnitt von bis zu 24 Meter tiefen Erosionsrinnen geprägt, welche sich jedoch nach Osten auf 10 Meter reduzieren. Diese Rinnen sind mit einem Konglomerat aus schwach graubraunem Kalk und gräulich-rotbraunem Chert und Jaspis verfüllt. Die Erosionsdiskordanz stellt einen bedeutenden Hiatus dar, der die zum Atokum gerechnete Manakacha-Formation von der Wescogame-Formation des Virgiliums trennt. Es fehlen somit die nordamerikanischen Stufen Desmoinesium und Missourium bzw. gut 6 Millionen Jahre. Ein weiteres Indiz für einen langen ablagerungsfreien Zeitraum stellt die Tatsache dar, dass die erodierte Manakacha-Formation bereits vollständig lithifiziert war, als die Erosionsrinnen in ihre Oberfläche eingeschnitten wurden.
Der Hangendkontakt zum Esplanade Sandstone wird ebenfalls durch eine Erosionsdiskordanz markiert und von einem Konglomerat überlagert.

## Ablagerungsmilieu
Die Wescogame-Formation gehört zu einem weiteren Transgressionspuls innerhalb der Supai Group, zu erkennen an ihrem diskordanten Liegendkontakt. Die Formation war in einer Küstenschwemmebene unter ariden klimatischen Bedingungen abgelagert worden. Sanddünen eines oder mehrerer Dünenfelder reichten bis an den Strand heran. Es waren neben relativ hochenergetischen marinen Prozessen auf einem flachen Schelf auch fluviatile und äolische Prozesse an der Bildung der Formation beteiligt.
Gemäß Edwin McKee (1982) ist jedoch ein hochenergetisches fluviatiles Environment für die Formation ausschlaggebend. Der hochenergetische Charakter wird durch die tafelförmige und die trogförmige Schrägschichtung untermauert. Diese Schrägschichtungstypen in Verbund mit horizontaler Schichtung deuten auf eine aus Megarippeln erfolgte Entwicklung – wahrscheinlich hervorgegangen aus Flussufersandbänken (Englisch point bars). Das assoziierte Auftreten horizontaler Schichtung gibt hierbei einen häufigen Wechsel zwischen unterem und oberem Strömungsregime zu erkennen.
Die vorgefundenen Faunen sprechen für ein zyklisch vermischtes Ablagerungsmilieu. Die fünfzehigen Quadrupedenfunde auf den Leeseiten großer Schrägschichtungskörper im Osten und Norden des Ablagerungsraumes deuten auf das Environment eines Flussuferwalls (Englisch stream-bank environment). Die im zentralen Abschnitt gefundenen Fusuliniden, kleinen Foraminiferen und Haifischzähne sprechen jedoch für einen vor den Flussmündungen gelegenen ästuarinen Ablagerungsraum. Die marinen Fossilien wurden wahrscheinlich durch starke Gezeitenströmungen in die Ästuarzuflüsse hochgeschwemmt. Die Fauna im Zentrum war dennoch sehr verarmt. Wirklich gut erhaltene marine Fossilien finden sich nur im äußersten Westen, beispielsweise an den Grand Wash Cliffs, die den Übergang zur hohen See markierten.
Das Tonmineralspektrum schließlich lässt folgendes erkennen: die beherrschenden RML lassen küstennahe Flachwasserbedingungen vermuten, sie wurden nur geringfügig ins offene Meer transportiert. Die RML sind mit Sandsteinen assoziiert und treten nur selten in Kalken auf. Kaolinit hat sich authigen in Sand- und Siltsteinen gebildet und stammt aus der kontinentalen Verwitterung von Feldspatmineralen. Der Illit wiederum ist ein Anzeiger für isolierte Lagunen. Fazit: die insgesamt geringe Anzahl eindeutig mariner Tonminerale gibt gegenüber den ersten beiden Formationen der Supai Group ein Zurückweichen des marinen Einflusses und das Vordringen kontinentaler Bedingungen zu erkennen.

## Fossilien

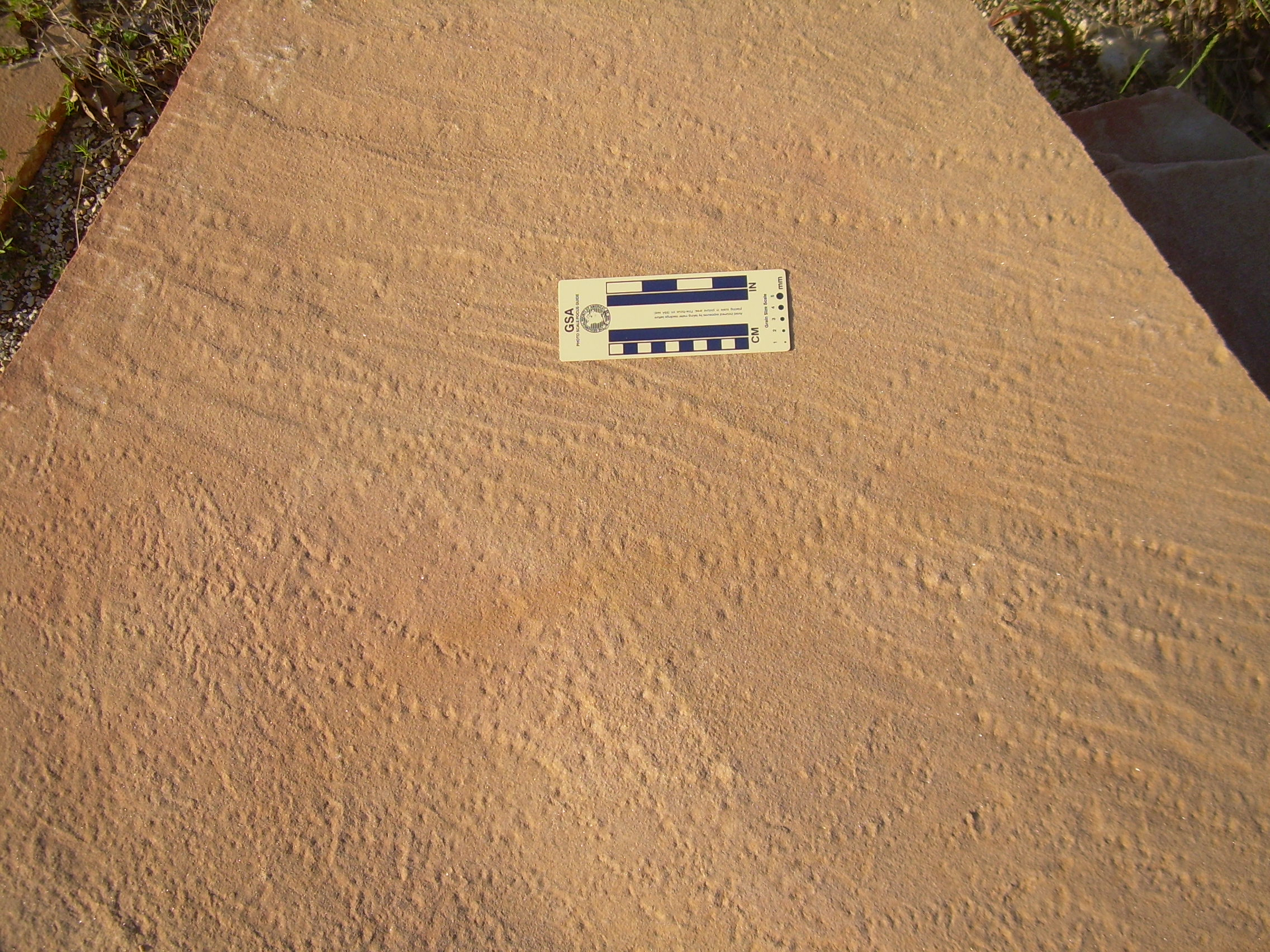
Diplichnites aus der kambrischen Elk Mound Group in Wisconsin

Fossilien in der Wescogame-Formation sind überwiegend nur als Bioklasten erhalten bzw. als Ichnofossilien (Spurenfossilien). Unter den  Invertebratenresten finden sich Brachiopoden, Bryozoen, Muscheln (Bivalvia) und Pelmatozoen. Seltene Vertebratenreste sind Knorpelfische (holocephale Chondrichthyer). Bei den Spurenfossilien sind Wurmbauten, Kriechgänge von Invertebraten und die Arthropodenspur Diplichnites anzuführen. Spuren von Anamnioten der Taxa Amphisauropus, Batrachichnus und Limnopus, von Reptilien wie beispielsweise das Taxon Varanopus und von weiteren unbestimmbaren Tetrapoden ermöglichen eine Zuordnung zur Spurenfossil-Biochron Dromopus. Auf einer Platte mit dem Vertebratenichnotaxon Anomalopus sturdevanti fanden sich außerdem die horizontal mäandrierenden Bauten von Helminthopsis. Ferner zugegen sind unbestimmbare Pflanzenreste, Foraminiferen (Fusulinida) und Mikroben. Unter den Pflanzenresten befinden sich neben Walchia verschiedene Algen, darunter Rivularites.

## Alter
Das Alter der Wescogame-Formation wird mit 307 bis 300 Millionen Jahren angegeben. Dies entspricht den oberkarbonischen Stufen Kasimovium und Gzhelium. Da die Vertebratenspuren zur Spurenbiochron Dromopus gestellt werden können, ergibt sich eine Indikation für das Virgilium (Gzhelium).